# Strażnica SG Dubicze Cerkiewne
Strażnica SG Dubicze Cerkiewne – graniczna jednostka organizacyjna polskiej straży granicznej realizująca zadania bezpośrednio w ochronie granicy państwowej.

## Formowanie i zmiany organizacyjne
Strażnica w Dubiczach Cerkiewnych otwarta została 11 września 2002 roku. 
W wyniku realizacji kolejnego etapu zmian organizacyjnych w Straży Granicznej w 2002 roku, strażnica uzyskała status strażnicy SG I kategorii.
24 sierpnia 2005 roku funkcjonującą dotychczas strażnicę SG w Dubiczach Cerkiewnych przemianowano na placówkę Straży Granicznej.